# Kimberly Drewniok
Kimberly Drewniok (Balve, 11 de agosto de 1997) é uma voleibolista profissional alemã, que atua na posição de oposta. Atualmente, joga pelo Scandicci.

## Títulos
Clubes
Supercopa da Alemão:
- 2018, 2019

Copa da Alemão:
- 2019

Campeonato Alemão:
- 2019

## Premiações individuais
- 2018: Jogador Mais Valioso da Supercopa da Alemão